# Kuszenie św. Antoniego II
Kuszenie św. Antoniego II – obraz Stanisława Ignacego Witkiewicza, namalowany w latach 1921–1922.
Obraz został wykonany w technice tempery. Znajduje się w zbiorach Muzeum Narodowego w Krakowie (nr inw.: MNK II-b-1559) i jest eksponowany w Galerii Sztuki Polskiej XX wieku. Wymiary obrazu to: wysokość: 72,5 cm, szerokość: 142,5 cm (z ramą: wysokość: 79 cm, szerokość: 156 cm, głębokość: 5 cm). Na obrazie znajduje się sygnatura Witkacy 1921-1922.
Obraz jest jedną z dwóch znanych obecnie kompozycji Witkiewicza noszących tytuł Kuszenie św. Antoniego i zalicza się do małej grupy obrazów religijnych w dorobku tego twórcy. Nawiązuje do częstego w sztuce europejskiej motywu kuszenia św. Antoniego, jednak zrywa z wcześniejszym idealizowaniem postaci świętego i ukazywaniem go jako wzoru cnót chrześcijańskich. Dzieło określane jest jako jedno z najpełniejszych manifestacji groteskowego widzenia świata przez Witkacego.

## Udział w wydarzeniach
- Czysta Forma Witkacego w Atmie, 2015-06-06 – 2015-09-20; Światosław Lenartowicz, Muzeum Narodowe w Krakowie
- Galeria Sztuki Polskiej XX wieku, 2005-11-01 – 2017-07-16; Muzeum Narodowe w Krakowie
- Wystawa monograficzna Brunona Schulza, 2007-09-13 – 2007-11-11; Muzeum Literatury im. Adama Mickiewicza
- XX + XXI. Galeria sztuki polskiej, 2021-10-14 – 2030-12-31; Muzeum Narodowe w Krakowie